# Řehtáč soudkovitý

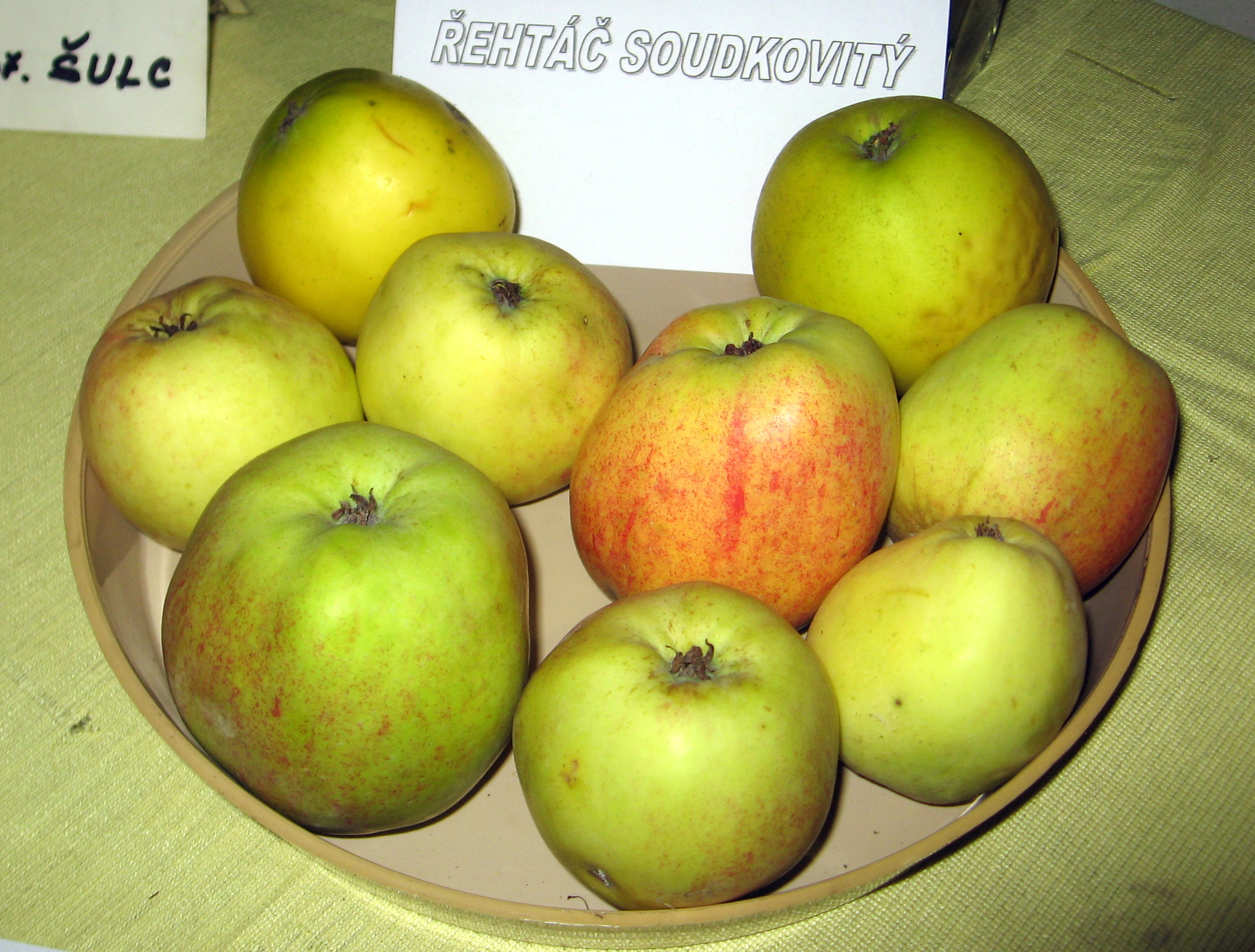
Řehtáč soudkovitý

Řehtáč soudkovitý (Malus domestica 'Řehtáč soudkovitý') je ovocný strom, kultivar druhu jabloň domácí z čeledi růžovitých. Řadí se mezi podzimní odrůdy jabloní. 

## Historie

#### Původ
O původu této staré odrůdy kolují mezi pomology domněnky, ale o tom, odkud pochází toto jablko, nelze s určitostí napsat nic konkrétního. Významný český pomolog a zahradní architekt František Josef Thomayer se domníval, že původem Řehtáče jsou české země. Naopak němečtí pomologové (Stoll) tvrdili, že Řehtáč soudkovitý (v Německu Prinzenapfel) byl v severních oblastech Německa pěstovaný již na konci 18. století a jeho původ je tedy německý. Vyskytly se i názory, že jeho původním domovem je Pobaltí. V minulosti se pěstoval hojně především v zemích střední Evropy, Pobaltí, ale i v severní Evropě ve Švédsku a Norsku a také v Anglii a Belgii. V českých zemích se pěstoval ve všech krajích, nejvíce však na severní Moravě.

#### Současné rozšíření
V současnosti se tato stará odrůda vyskytuje hlavně ve starých výsadbách nebo u pěstitelů, kteří se zabývají pěstováním a záchranou tradičních starých odrůd. Vyskytuje se i v nabídkách zahradnictví, ale spíše jako okrajová záležitost pro zájemce o staré odrůdy. 

## Charakteristika

#### Vzrůst
Růst stromu není příliš bujný, především v mládí roste slabě. V mládí je nutný výchovný řez a tvarování. Roste pomaleji, ale stejnoměrně i ve vyšším stáří a vytváří vysokou, kulovitou, řidší korunu, která se dobře provzdušňuje. V pozdějším věku je vhodné zmlazování. Je vhodné tuto odrůdu pěstovat na vyšších pěstitelských tvarech, jako jsou vysokokmen nebo polokmen. Na těchto tvarech vytváří silné kmeny s mohutnou korunou. Pěstování na nižších tvarech, např. zákrscích, není dobré, protože vytváří nevzhledné, nepravidelné, řídké koruny.

#### Letorosty, listy, květy a plody

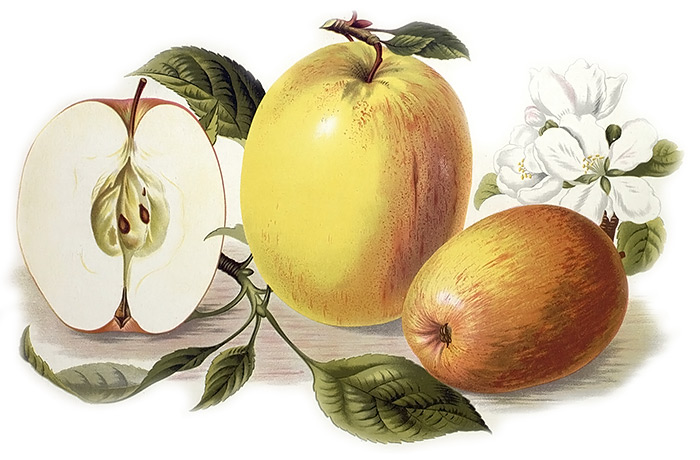
Řehtáč soudkovitý

Letorosty jsou v počáteční fázi růstu dlouhé a silné, později rostou slabě a jsou kratší, barvu mají nahnědlou, ve stínu zelenavě nahnědlou a na spodní části mají žlutavě bělavé tečky. Listy bývají větší na mladých stromech než na starých, mají vejčitý tvar, jsou tmavě zelené a vespod ochmýřené. Poupata květů jsou jemně načervenalá a samotné květy jsou bílé, jednotlivé plátky květů se nedotýkají. Vykvétají středně pozdě 7. – 8. den jabloňového květu. Vhodní opylovači jsou tyto odrůdy: Aderslebenský kalvil, Baumannova reneta, Bernské růžové, Coxova reneta, Croncelské, Landsberská reneta, Ontario, Parména zlatá. Řehtáč soudkovitý je sám dobrým opylovačem, např. pro odrůdy Croncelské, Krátkostopka královská, Parména zlatá. Tvar plodů je protáhlý soudkovitý, někdy až válcovitý. Některé plody jsou nápadně vysoké a jsou stejně široké na vrchní i spodní části. U soudkovitého tvaru bývá střed plodu širší, což mu dodává tvar soudku. Tento vzhled dal odrůdě druhotné pojmenování. Barva plodu je citrónově světle žlutá, na osluněné straně červeně žíhaná, někdy i plně načervenalá s karmínovými pruhy. Plody vyrostlé ve stínu jsou žluté a málo žíhané. Slupka je jemná, tenká a voňavá. Dužnina je žlutobílá, šťavnatá, cukernatá, okořenělá, sladce navinulá, měkká, vůně je rozmarýnová či ananasová. Chuť je dobrá až velmi dobrá. Velikost plodu je střední až velká 100 – 300 g.

#### Poloha pro pěstování
Nejvhodnější pro pěstování jsou vyšší polohy, chladnější s vlhkým vzduchem do 600 m n. m. Lze pěstovat ve středních i nižších polohách v závětří, kde také plodí hojně, ale plody zde nedosahují takového stupně zralosti jako ve vyšších vlhčích polohách, a tak nedosáhnou své typické pravé chuti. V nižších polohách padají i za malých větrů. Půdu má raději chladnější, vlhkou, úrodnou. Je dobré přihnojovat zejména v chudších půdách a po větších úrodách. V suché písčité nebo křemičité půdě zůstávají plody drobné a padají před dozráním. Hodí se pěstovat ve vysokých tvarech ve velkých zahradách a sadech, ale i ve stromořadí podél cest.

#### Zralost
Dozrává v druhé polovině září. Trhat je nejlépe ke konci září, až jsou plody na stromech v plné zralosti. Má rádo mlhavé noci a slunečné dny. Zralost se pozná podle změny barvy a vůně. Při předčasném otrhání rychle vadnou a ztrácí cukernatost, šťavnatost a svou přirozenou velmi dobrou chuť. Konzumní zralost nastává brzy po otrhání a ve vlhkém sklepu vydrží nezměněná dobrá chuť až do Vánoc. Se ztrátou typické chuti se dá skladovat až do dubna. V suchém sklepu rychle vadnou. Rodit začíná velmi brzy, každý druhý nebo třetí rok jsou velké úrody, mezitím plodí málo, odpočívá.

#### Odolnost
Odolnost dřeva proti zimním mrazům je značná, strupovitostí i padlím trpí slabě. Řehtáč je náchylný ke mšici vlnatce krvavé a v těžkých, mokrých půdách trpí rakovinou, kdy se při napadení na větvích tvoří boulovité jizvy. Proti hnilobě je odrůda odolná, netrpí na otlaky, a proto dobře snáší dopravu i na velké vzdálenosti.

##### Využití
Dříve se jablka této odrůdy hodně využívala jako stolní ovoce pro svou velmi dobrou chuť a pro svou odolnost při přepravě to byla vhodná tržní odrůda. V současnosti tato stará odrůda musela na trhu ustoupit novým odrůdám. K přímé konzumaci je tedy využívají už jen její pěstitelé. Vhodné je její využití ke kuchyňskému zpracování, na povidla, vína a na křížaly.

## Další názvy
V českých zemích se Řehtáči soudkovitému říkalo mnoha krajovými, lidovými názvy, např. Kozáry, Hrkači, Drkavky, Stercháči, Hrkalky, Soudky, Kozí nos, Ovčí hubičky, Jelení nos, Zaječí hlava. Název dostal Řehtáč soudkovitý podle svého tvaru podobného soudku a podle vlastnosti, kdy při plné zralosti při zatřesení uvnitř plodu „řehtají“ semena.

##### Ostatní názvy
Książęce cz. Melonowe, Melon, Strepita striata, Książęce, Ropotač, Princ, Ananas Apfel, Berliner Hasenkopf, Berliner, Hasenkopf, Bunter Langhaus, Englischer Flaschen Apfel, Fränkischer Nonnen Apfel, Hasenkopf von Lübben, Nonnentüte, Prince (P. de), Prinz, Prinzen Apfel, Prinzen-Apfel, Rotgestreifter Schlotter Apfel, Schlotter Apfel, Schlotter Apfel v. d. Flees, Trompeter Apfel, Pomme Melon, Řechtáč soudkovitý, Nonnen-Apfel, Drkavka soudkovitá, Prinzenapfel, ovčí hubičky, soudky, drkavky, Trompeter-Apfel, Schlotterapfel van d. Flees., Bunter Langhans, Fränkischer Nonnenapfel, Rothgestreifter Schlottera, Rothgesprengter Schlottera, Pomme de Melon, Pomme de Prince, Melonenapfel, Englischer Flaschenapfel, Berliner Ananasapfel, Schlotterapfel, Parmain ďéte?, Rother Ananasapfel, Rothgestreifter Schlotterapfel, Ananasapfel, Haferapfel.